# Известковые губки
Известко́вые гу́бки (лат. Calcarea) — класс беспозвоночных из типа губок (Porifera). По состоянию на 2015 год описано около 680 видов (8,2 % всех описанных видов губок), объединённых в 77 родов, 24 семейства и 5 отрядов. В составе класса выделяют два монофилетических подкласса: Calcinea и Calcaronea.

## Строение
Минеральный скелет известковых губок состоит только из карбоната кальция. Его элементы свободно располагаются в мезохиле и имеют вид двух-, трёх- и четырёхлучевых спикул (у Calcinea встречаются только трёх- и четырёхлучевые спикулы). Каждая спикула образуется внеклеточно при участии более чем одного склероцита. У некоторых губок спикулы спаяны друг с другом. Некоторые представители Calcinea дополнительно имеют неспикульный базальный известковый скелет (особенно часто его находят у ископаемых форм). В пределах класса встречаются все типы водоносной системы. Хоаноциты относительно крупные, по размеру близки к пинакоцитам и археоцитам. У Calcaronea хоаноциты имеют апикально расположенные яйцевидные или грушевидные ядра, причём корешок жгутика хоаноцита всегда контактирует с апикальной частью его ядра. У Calcinea ядра хоаноцитов располагаются базально и не контактируют с корешками жгутика.
Митохондриальная ДНК у Clathrina clathrus крайне необычна: она представлена шестью линейными хромосомами. Более того, митохондриальный генетический код у этих губок отличается от стандартного: кодон UAG кодирует аминокислоту тирозин и не является стоп-кодоном, как в стандартном генетическом коде, а кодоны CGN (N — любой нуклеотид) вместо аргинина кодируют глицин. Губки этого вида также синтезируют антимикробный алкалоид — клатридимин.

## Распространение
Известковые губки — исключительно морские животные, распространены в водах всех океанов от литорали до батиали, однако чаще всего встречаются на мелководье.
Многие известковые губки вступают в симбиоз с другими организмами, в частности, цианобактериями. Губка Clathrina coriacea вступает в симбиоз с грибом. 
Известковые губки известны с нижнего кембрия, со спаянным скелетом — с перми; наибольший расцвет пришёлся на меловой период.

## Размножение и развитие

Кальцибластульный тип развития. 1 — яйцо, 2, 3 — полиаксиальное дробление, 4 — целобластула, 5 — кальцибластула, 6 — начало метаморфоза, 7 — олинтус

Некоторые известковые губки из обоих подклассов могут размножаться бесполым путём (почкованием). 
Для представителей подкласса Calcinea характерен так называемый кальцибластульный тип развития. Они имеют изолецитальные, олиголецитальные яйца без признаков поляризации; питающих клеток нет. Дробление полное, равномерное, полиаксиальное. В ходе развития имеется стадия личинки, которая носит название кальцибластула. Она имеет однорядный покров из жгутиковых клеток с отдельными вкраплениями безжгутиковых клеток и обширную внутреннюю полость, заполненную жидким бесструктурным веществом. Корешки жгутиков поперечно исчерчены, имеются специализированные межклеточные контакты. До стадии кальцибластулы зародыш развивается в мезохиле материнской губки. В ходе метаморфоза часть жгутиковых клеток выселяется внутрь полости и трансдифференцируется в хоаноциты и амёбоциты, а оставшиеся на поверхности клетки превращаются в пинакоциты. Переднезадняя ось личинки становится базоапикальной осью губки. Молодая губка носит название олинтус. 

Амфибластульный тип развития. 1 — яйцо, 2 — инкурвационное дробление, 3 — стомобластула, 4 — инкурвация, 5 — амфибластула, 6 — олинтус

Для губок подкласса Calcaronea характерен амфибластульный тип развития. Их яйца изолецитальные, олиголецитальные, овальные, окружены специализированными питающими клетками. Дробление полное, асинхронное, неравномерное, инкурвационное. Ещё на первых циклах дробления начинает проявляться передне-задняя полярность зародыша. В течение всего развития зародыш имеет бластульную организацию (состоит из крупной полости, окружённой одним слоем жгутиковых клеток), однако жгутики обращены не наружу, а внутрь, и такую инвертированную бластулу называют стомобластулой. Стомобластула выворачивается через отверстие между клетками на заднем полюсе, превращаясь в личинку — амфибластулу. До стадии амфибластулы развитие дочерней губки происходит в мезохиле материнской губки. Её передний полюс образован жгутиковыми клетками, а на заднем полюсе находятся безжгутиковые зернистые клетки. Корешки жгутиков поперечно исчерчены, специализированных межклеточных контактов нет. В ходе метаморфоза жгутиковые клетки поодиночке погружаются внутрь, превращаясь в хоаноциты, клетки мезохила, склероциты и эндопинакоциты. Безжгутиковые клетки заднего полюса остаются на поверхности и дают начало экзо- и базопинакодерме. Переднезадняя ось личинки становится базоапикальной осью губки. Молодая губка также называется олинтусом.

## Классификация
На июнь 2025 года в класс включают следующие подклассы и отряды:
- Подкласс Calcaronea Bidder, 1898
  - Отряд Baerida[англ.] Borojevic, Boury-Esnault & Vacelet, 2000
  - Отряд Leucosolenida[англ.] Hartman, 1958
  - Отряд Lithonida[англ.] Vacelet, 1981
- Подкласс Calcinea Bidder, 1898
  - Отряд Clathrinida Hartman, 1958 [syn. Murrayonida Vacelet, 1981]